# Jasmine Jessica Anthony
Jasmine Jessica Anthony, född 28 oktober 1996 i Tarzana, Kalifornien, är en amerikansk skådespelare.

## Filmografi
- Catch Me If You Can (2002) ... Little Girl
- Stop Thief! (2004) ... Young Sophie
- Checking Out (2005) ... Young Flo Applebaum
- Little Athens (2005) ... Katie Kinney
- Rodeo Girl (2006) ... Heather
- 1408 (2007) ... Katie Enslin

## TV-framträdanden
- Star Trek: Enterprise (2005) ... Tallah
- Monk (2005) ... Witch Girl
- Commander in Chief (2005-2006) ... Amy Calloway
- Medium (2007) ... Young Girl
- My Name Is Earl (2007) ... Classmate
- State of Mind (2007) ... Ella
- Ugly Betty (2007) ... Antonella